# Hessler Peak
Hessler Peak är en bergstopp i Antarktis. Den ligger i Västantarktis. Chile gör anspråk på området. Toppen på Hessler Peak är 1 628 meter över havet, eller 238 meter över den omgivande terrängen. Bredden vid basen är 12,2 km.
Terrängen runt Hessler Peak är huvudsakligen kuperad, men åt sydväst är den bergig. Trakten är obefolkad. Det finns inga samhällen i närheten.